# アリアンロッド
アリアンロッドまたはアリアンフロド/アランロド（Arianrhod, Aranrhod, Arianrod）は、ケルト神話（ウェールズ神話）の女性（女神）で、ウェールズ文学では名高い美女として登場する。彼女をめぐる物語は、より古い時代の月の女神の物語に基づいていると考えられる。アリアンフロドとは、ウェールズ語で「銀の円盤」または「銀の輪・車輪」を意味する。

## 概説
アリアンロッドは、ウェールズの母神ドーンの娘と考えられている（ドーンは、アイルランドの母神ダヌのウェールズでの対応女神である）。ドーンの息子グウィディオン（Gwydion）の姉妹であり恋人である。後述のマースは叔父に当たる。ブリギッド（ブリーイッド、ブリギッテ）と同一神ともされる。
『マビノギオン』第4枝『マソヌウイの息子マース』では、グウィネズの領主マースが、彼の脚を支える者としての資格を持つかどうかで、アリアンロッドを試した。資格は処女であることで、そのためアリアンフロドはマースの魔法の杖をまたがねばならなかった。
しかしアリアンロッドは、杖をまたいだ瞬間に早生の双子の男児を産み落とした。一人はディランであるが、いま一人の子供は、彼女が適切と判断するまで名を付けないということも含めて、三つのゲッシュ（禁忌）を定めた。アリアンロッドは母性を否定する女性で、ディランを捨て、いま一人の子供も禁忌によって認知を拒否したとされる。しかし、アリアンロッドは、弟グウィディオンの企みによって、男児をスェウと名付けざるを得なくなった。また残り二つの禁忌も解除せざるを得なくなった。
ウェールズの詩人は、北冠座を「カエル・アリアンロド（アリアンフロドの砦の意）」と呼び、しばしばこの言葉を使用した。